# Kirovo-csepecki járás

A Kirovo-csepecki járás a Kirovi területen

A Kirovo-csepecki járás (oroszul: Кирово-Чепецкий район) Oroszország egyik járása a Kirovi területen. Székhelye Kirovo-Csepeck.

## Népesség
- 1989-ben 39 688 lakosa volt.
- 2002-ben 22 193 lakosa volt.
- 2010-ben 21 317 lakosa volt, melyből 20 155 orosz, 195 udmurt, 149 ukrán, 139 tatár, 138 cigány, 91 mari.